# Josine van Dalsum
Josine van Dalsum, née Josina Johanna van Dalsum le 14 juillet 1948 à Bréda et morte le 17 novembre 2009 d'un cancer à Amsterdam,,, est une actrice, productrice et femme de lettres néerlandaise.

## Filmographie

### Actrice

#### Cinéma et téléfilms
- 1973-1974 : Een mens van goede wil (nl) : Let
- 1975 : De verlossing (nl) : Anna
- 1975 : Klaverweide (nl) : Marlien
- 1975 : Dood van een non : Gertrude
- 1975 : Amsterdam 700 : Deux rôles (Anna Persijn et Abigail)
- 1975-1976 : Van oude mensen, de dingen die voorbij gaan (nl) : Elly
- 1976 : L'Homme d'Amsterdam : Helen Vermeer
- 1977 : Uit de wereld van Guy de Maupassant : Annette
- 1978 : Hollands glorie (nl) : Riekie Kiers
- 1978 : Heilige Jeanne : Jeanne
- 1978 : Kant aan m'n broek! : Garnaaltje
- 1980 : Rouw past Electra : Lavina Mannon
- 1981 : Mata Hari : Mata Hari
- 1983 : L'Ascenseur : Saskia Adelaar
- 1985 : De leeuw van Vlaanderen : la reine Jeanne de Navarre
- 1985-1986 : De Appelgaard (nl) : Annelies
- 1987 : Moordspel (nl) : Constance Lietaard
- 1989-1991 : Laat maar zitten (nl) : Trois rôles (La directrice Sophia Schollevaar, Sandra et La mère supérieure)
- 1991-1992 : Suite 215 : Mme van Andel
- 1996-1998 : Die Wache : Deux rôles (Pennerin et Lotte Bisk)
- 2001 : Zus & zo : La mère de Bo
- 2003 : Baantjer : Paula Nieuwenhuijzen
- 2004 : De Erfenis (nl) : Cecile Heydecoper-Dos Santos
- 2005 : Enneagram : La femme couple attique
- 2008-2009 : Wolfseinde (nl) : La dame

### Productrice
- 1992 : Suite 215 (nl) (15 épisodes)
- 1995-2001 : Die Wache (nl) (109 épisodes)

## Livre
- 1981 : Ik Mata Hari

## Vie privée
De 1974 à 2009, elle fut mariée avec le réalisateur John van de Rest. De cette union naît l'acteur Aram van de Rest.